# Poul Jensen (astronom)
 Der er flere personer med dette navn, se Poul Jensen.
Poul Jensen arbejdede ved Brorfelde-observatoriet. Selvom han ikke var uddannet astronom, fik han mulighed for at udføre observationer. Poul Jensen har opdaget en række asteroider, heriblandt 3318 Blixen, 5900 Jensen og 3459 Bodil, som er opkaldt efter hans kone. I perioden mellem 1967 og 1969 foretog han observationer med meridiankredsen. Han er også medopdager (sammen med Carolyn S. Shoemaker) af kometen Jensen-Shoemaker og fra 2004 har han publiceret i Minor Planet Circulars.